# Pam Korsten
Pam Korsten (* 5. Oktober 2003) ist eine niederländische Handballspielerin, die für den deutschen Bundesligisten VfL Oldenburg aufläuft.

## Karriere

### Im Verein
Korsten begann das Handballspielen im Alter von sechs Jahren. Korsten spielte anfangs in den Niederlanden beim HV BSAC und beim Bevo HC, bevor sie sich dem deutschen Verein TV Aldekerk anschloss. Mit der A-Jugend des TV Aldekerk gewann sie in der Saison 2021/22 die Bronzemedaille im Final Four der A-Juniorinnen Bundesliga. Weiterhin lief die Linkshänderin in derselben Spielzeit für die zweite Damenmannschaft auf, mit der sie die Meisterschaft in der Regionalliga gewann. Im Sommer 2022 schloss sich die Außenspielerin dem Zweitligisten TuS Lintfort. Während der Saison 2022/23 zog sie sich einen Kreuzbandriss zu. Seit dem Sommer 2023 läuft sie für den Bundesligisten VfL Oldenburg auf.

### In Auswahlmannschaften
Korsten bestritt sechs Länderspiele für die niederländische Jugendnationalmannschaft. Mit dieser Auswahlmannschaft gewann sie die Silbermedaille beim Europäischen Olympischen Sommer-Jugendfestival 2019 in Baku.